# Cantó de Tournan-en-Brie
El cantó de Tournan-en-Brie és un antic cantó francès del departament del Sena i Marne, que estava situat al districte de Melun. Comptava amb 9 municipis i el cap era Tournan-en-Brie.
Va desaparèixer al 2015 i el seu territori es va dividir entre el cantó de Fontenay-Trésigny i el cantó d'Ozoir-la-Ferrière.

## Municipis
- Châtres
- Chaumes-en-Brie
- Courquetaine
- Favières
- Gretz-Armainvilliers
- Liverdy-en-Brie
- Ozouer-le-Voulgis
- Presles-en-Brie
- Tournan-en-Brie

## Història
| Data d'elecció                           | Identitat        | Partit                     | Qualitat |
| ---------------------------------------- | ---------------- | -------------------------- | -------- |
| 1945-1949                                | Georges Cognet   | SFIO                       |          |
| 1949-1955                                | André Picard     | RPF, després divers droite |          |
| 1955-1961                                | Henri Beaudelet  | SFIO                       |          |
| 1961-1973                                | René Leblond     | UNR, després UDR           |          |
| 1976-1998                                | Gilbert Pillet   | divers droite              |          |
| 1998-2004                                | Michel Barret    | RPR, després UMP           |          |
| 2004-2011                                | Jean-Paul Garcia | Divers droite              |          |
| 2011-                                    | Laurent Gautier  | PS                         |          |
| les dades anteriors no són pas conegudes |                  |                            |          |
|                                          |                  |                            |          |

## Demografia
| A partir de 1990: Població sense dobles comptes |